# Glenavon Football Club
Maillots
Actualités
Le Glenavon Football Club est un club de football nord-irlandais participant au Championnat d'Irlande du Nord de football. Le club est basé dans la ville de Lurgan dans la banlieue sud de Belfast. Glenavon a été fondé en 1899 et joue ses matchs à domicile dans le stade de Mourneview Park. Les couleurs du club sont le bleu et le blanc.
Glenavon a été le premier club provincial à gagner le titre de champion d’Irlande du Nord (1951-1952), compétition auparavant uniquement remportée par des clubs de Belfast et le premier club provincial a réaliser le doublé coupe/championnat en 1956-1957. Glenavon a compté dans ses rangs de nombreux joueurs talentueux mais les deux plus grands footballeurs du club ont été sans doute possible Wilbur Cush et Jimmy Jones, qui ont fait partie de l’équipe des années 1950, les années glorieuses du club. Les succès des années 1950 n’ont toujours pas été égalés par le club de Lurgan. L’année où le club a été le plus proche du titre de champion depuis 1960 a été la saison 1993-1994, où Glenavon a terminé à la deuxième place du championnat. Les succès les plus récents sont des victoires en Coupe d’Irlande du Nord de football en 2014 et 2016.

## Historique
- 1889 : fondation du club
- 1957 : 1re participation à une Coupe d'Europe (C1) (saison 1957/58)

## Bilan sportif

### Palmarès
- Championnat d'Irlande du Nord de football (3)
  - Champion : 1952, 1957, 1960
- Coupe d'Irlande du Nord de football (7)
  - Vainqueur : 1957, 1959, 1961, 1992, 1997, 2014 et 2016
  - Finaliste : 1921, 1922, 1940, 1955, 1965, 1981, 1988, 1991, 1996, 1998, 2014
- Coupe de la Ligue d'Irlande du Nord de football (1)
  - Vainqueur : 1990
  - Finaliste : 2001
- Supercoupe d'Irlande de football (1)
  - Vainqueur : 1992
- City Cup
  - 1920/21, 1954/55, 1955/56, 1960/61, 1965/66
- Gold Cup
  - 1954/55, 1956/57, 1990/91, 1997/98
- Ulster Cup
  - 1954/55, 1958/59, 1962/63
- Irish League Floodlit Cup
  - 1988/89, 1996/97
- County Antrim Shield
  - 1990/91, 1995/96
- Mid-Ulster Cup 
  - 1897/98, 1901/02, 1904/05, 1906/07, 1908/09, 1910/11, 1924/25. 1925/26, 1930/31, 1932/33, 1937/38, 1983/84, 1985/86, 1988/89, 1990/91, 1998/99, 2004/05
- North-South Cup
  - 1962/63

### Bilan européen
Légende
- Victoire ou qualification pour le tour suivant
- Match nul
- Défaite ou élimination de la compétition

Note : dans les résultats ci-dessous, le score du club est toujours donné en premier
| Saison    | Compétition               | Tour                | Club                   | Domicile            | Extérieur           | Total               |
| --------- | ------------------------- | ------------------- | ---------------------- | ------------------- | ------------------- | ------------------- |
| 1957-1958 | Coupe des clubs champions | Tour préliminaire   | AGF Aarhus             | 0 - 3               | 0 - 0               | 0 - 3               |
| 1960-1961 | Coupe des clubs champions | Tour préliminaire   | Wismut Karl-Marx-Stadt | Défaite par forfait | Défaite par forfait | Défaite par forfait |
| 1961-1962 | Coupe des coupes          | Tour préliminaire   | Leicester City         | 1 - 4               | 1 - 3               | 2 - 7               |
| 1977-1978 | Coupe UEFA                | Premier tour        | PSV Eindhoven          | 2 - 6               | 0 - 5               | 2 - 11              |
| 1979-1980 | Coupe UEFA                | Premier tour        | Standard de Liège      | 0 - 1               | 0 - 1               | 0 - 2               |
| 1988-1989 | Coupe des coupes          | Seizièmes de finale | AGF Aarhus             | 1 - 4               | 1 - 3               | 2 - 7               |
| 1990-1991 | Coupe UEFA                | Premier tour        | Girondins de Bordeaux  | 0 - 0               | 0 - 2               | 0 - 2               |
| 1991-1992 | Coupe des coupes          | Seizièmes de finale | FC Ilves               | 3 - 2               | 1 - 2               | 4 - 4E              |
| 1992-1993 | Coupe des coupes          | Seizièmes de finale | Royal Antwerp          | 1 - 1               | 1 - 1 ap            | 2 - 2 (1 - 3 tab)   |
| 1995-1996 | Coupe UEFA                | Tour préliminaire   | FH Hafnarfjörður       | 0 - 0               | 1 - 0               | 1 - 0               |
| 1995-1996 | Coupe UEFA                | Premier tour        | Werder Brême           | 0 - 2               | 0 - 5               | 0 - 7               |
| 1997-1998 | Coupe des coupes          | Tour préliminaire   | Legia Varsovie         | 1 - 1               | 0 - 4               | 1 - 5               |
| 2000      | Coupe Intertoto           | Premier tour        | Slaven Belupo          | 1 - 1               | 0 - 3               | 1 - 4               |
| 2001-2002 | Coupe UEFA                | Tour préliminaire   | Kilmarnock FC          | 0 - 1               | 0 - 1               | 0 - 2               |
| 2014-2015 | Ligue Europa              | Premier tour Q      | FH Hafnarfjörður       | 0 - 3               | 2 - 3               | 2 - 6               |
| 2015-2016 | Ligue Europa              | Premier tour Q      | Chakhtior Salihorsk    | 1 - 2               | 0 - 3               | 1 - 5               |
| 2016-2017 | Ligue Europa              | Premier tour Q      | KR Reykjavik           | 1 - 2               | 0 - 6               | 1 - 8               |
| 2018-2019 | Ligue Europa              | Premier tour Q      | Molde FK               | 2 - 1               | 1 - 5               | 3 - 6               |

## Joueurs illustres
- Wilbur Cush
- Jimmy Jones
- Stephen McBride
- Bert Manderson

## Managers
| - Harry Walker (1950-1954) - Jimmy McAlinden (1954-1968) - Ted Smyth (1968) - Joe Kinkead (1968-1969) - Jimmy Jones (1969-1972) - Eric Adair (1972-1973) - Brian Campbell (1974-75) - Alan Campbell (1975-1978) - Billy McClatchey (1978-1979) - Billy Sinclair (1979-1982) - Terry Nicholson (1982-1991) - Alan Fraser (1991-1994) | - Nigel Best (1994-1998) - Billy Hamilton (1998) - Roy Walker (1998-2000) - Colin Malone (2000-2003) - Alfie Wylie (2003-2004) - Tommy Kincaid (2004-2005) - Jimmy Brown (2005-2006) - Colin Malone (2006-2007) - Terry Cochrane (2008) - Stephen McBride (2008-2009) - Marty Quinn (fév. 2009-nov. 2011) |